# Strangalia przepasana
Strangalia przepasana (Stenurella bifasciata) – gatunek chrząszcza z rodziny kózkowatych.